# NGC 1781
NGC 1781 (ook wel NGC 1794) is een lensvormig sterrenstelsel in het sterrenbeeld Haas. Het hemelobject werd op 6 februari 1785 ontdekt door de Duits-Britse astronoom William Herschel.

## Synoniemen
- NGC 1794
- PGC 16788
- ESO 553-7
- MCG -3-14-2
- IRAS05057-1815